# خطة تونس التاسعة

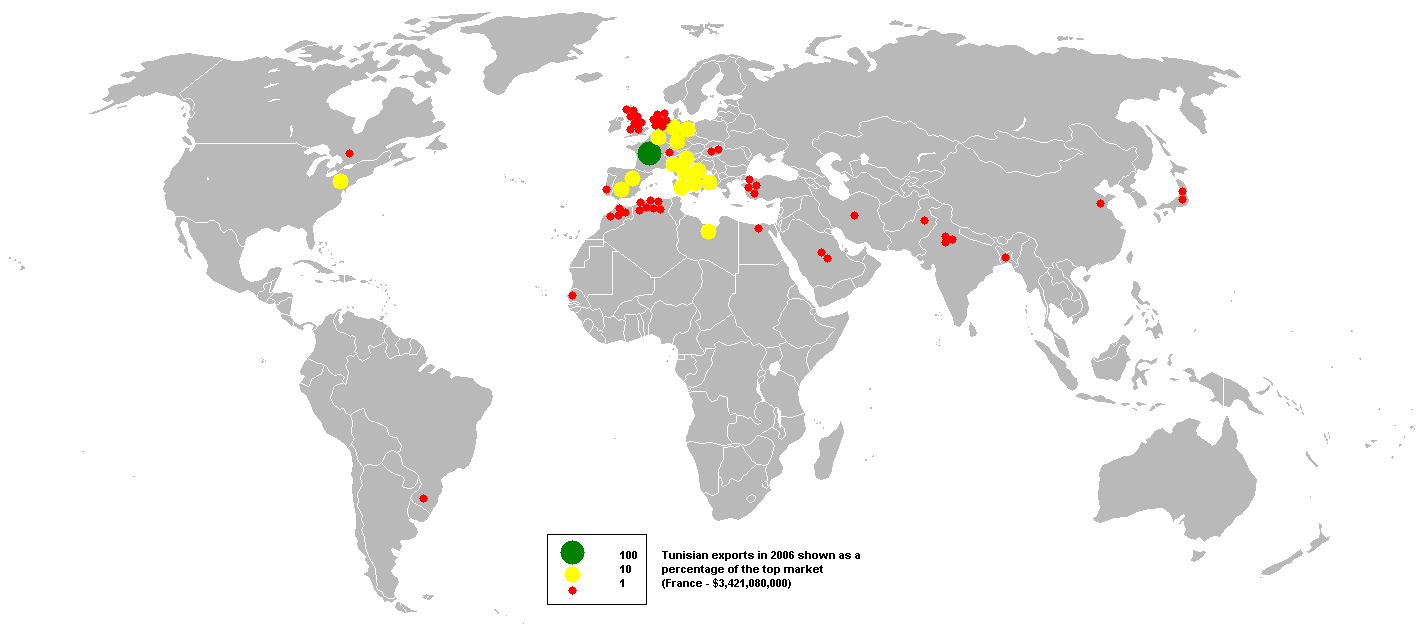
الصادرات التونسية عام 2006

خطة تونس التاسعة هي مشروع اقتصادي تنموي نفذته الحكومة التونسية من 1996 إلى 2001.
عملَ الرئيس بن علي على إنشاء وزارة التعاون الدولي والاستثمار في حزيران/يونيو 1992 حيث عيّن محمد الغنوشي في منصب وزير. بدأت الحكومة التونسية المفاوضات مع بلجيكا وبلغت هذه المفاوضات ذروتها عندما تم التوقيع على اتفاقية التجارة الحرة في عام 1995. بدأت تونس في إنتاج الغاز الطبيعي في مجموعة من الحقول في بالتعاون مع عدة شركات أجنبية قادِمة من إيطاليا وفرنسا. بدأ البرنامج عام 1996؛ حينها خصّصت تونس 73% من تجارتها الخارجية مع أوروبا وليس شمال أفريقيا.

## النتائج
انخفض التضخم إلى 2.7% بحلول عام 1999 بعدما ارتفع عام 1987 وذلك عندما استولى بن علي على السلطة في انقلاب عسكري كما بلغَ حينها معدل البطالة 12%. وبحلول عام 2001 كانت الحكومة قد خفضت معدل البطالة إلى النصف، أمّا الحضور في المدارس فقد ارتفع بنسبة 9% حيث كان 90% في عام 1988 ثم بلغ 99% في عام 2001. ارتفع كذلك متوسط العمر المتوقع من سبعة وستين عاما في عام 1988 إلى ثلاثة وسبعين عاما في عام 2000. من ناحية أخرى، عانت الدولة التونسية من الديون الخارجية التي أثقلت كاهل الاقتصاد التونسي، فتونس تدين بـ 11 مليار دولار في عام 1999 وحده وذلك بسبب إنفاق 45% حتّى 50% من الناتج المحلي الإجمالي و20% من عائدات التصدير.